# ۱۲ قانون زندگی
۱۲ قانون زندگی – پادزهری بر آشوب (به انگلیسی: 12 Rules for Life: An Antidote to Chaos) کتاب خودیاری منتشرشده در سال ۲۰۱۸ نوشته جردن پیترسن است. پیترسن در این کتاب در قالب اصول‌ اخلاقی، روان‌شناسی، اسطوره‌شناسی، مذهبی و تجربه‌های شخصی توصیه‌های خودیاری را گردهم می‌آورد. ۱۲ قانون زندگی در سال اول انتشار خود در فهرست‌های پرفروش‌ترین کتاب‌های کانادا، ایالات متحده آمریکا و بریتانیا از جمله فهرست کتاب‌های پرفروش نیویورک تایمز قرار گرفت و بیش از ۲ میلیون نسخه از آن به فروش رسید.

## چکیدهٔ بخش‌های کتاب
1. همیشه راست با شانه‌های عقب نگه داشته‌شده بایستید.
2. با خود مانند کسی که مسئول کمک کردن به او هستید رفتار کنید.
3. با کسانی دوستی کنید که بهترین را برای شما می‌خواهند.
4. خود را با دیروز خویش مقایسه کنید، نه با امروز کس دیگری.
5. اجازه ندهید فرزندان شما کاری انجام دهند که از ایشان خوشتان نیاید.
6. پیش از آنکه از دنیا گله و شکایت کنید خانهٔ خود را در نظم کامل نگه دارید.
7. در جستجوی آن چه که معنا دارد باشید، نه آنچه مد روز است.
8. همیشه حقیقت را بگوئید، یا حداقل دروغ نگویید.
9. فرض را بر آن بگذارید، که کسی که به سخن‌اش گوش می‌دهید شاید چیزی بداند که شما نمی‌دانید.
10. در سخن گفتن دقیق باشید.
11. وقتی بچه‌ها اسکیت بازی می‌کنند مزاحم آنها نشوید.
12. اگر در خیابان به گربه‌ای برخورد کردید نوازشش کنید.